# Orgnac III
Orgnac III (aussi appelé Matte Carlinque) est un site archéologique français situé sur la commune d'Orgnac-l'Aven dans le département de l'Ardèche en Auvergne, région Auvergne-Rhône-Alpes.
Il est internationalement connu pour avoir livré une des plus anciennes industries lithiques Levallois.
Il fait partie de l'ensemble de l'aven d'Orgnac, classé grand Site de France en 2004.

## Situation
Il se trouve à 800 m à l'ouest du puits Bertras (entrée de l'aven d'Orgnac), au lieu-dit Mattecarlinque, à 320 m d'altitude, sur le bord sud-ouest du plateau karstique urgonien,.
Il est au milieu d'une doline d'environ 600 m2 orientée S-S-O.

## Occupation humaine
Il a été occupé par Homo heidelbergensis de ~312 000 à ~265 000 ans (± 4 000 ans) BP (de l'Acheuléen final jusqu'au début du Paléolithique moyen). Il est mondialement connu comme un des plus anciens sites à avoir livré de l'industrie lithique à débitage Levallois.
La grotte des premières occupations s'est lentement comblée pour devenir un abri sous roche puis un site de plein air.
Les comportements aussi bien pour l'industrie lithique que pour la subsistance s'y sont modifiés au cours des âges, sans liaison avec le changement climatique de la fin de l'occupation du lieu. Ils touchent l’approvisionnement en matières premières, les modes de débitage, l’outillage, la gestion de la biodiversité animale, le traitement des carcasses et les types d’occupation. L'essentiel des dépôts s'est accumulé au Pléistocène moyen lors d'une période tempérée plus ou moins humide, et la fin de la séquence dans un climat plus froid et plus sec.

## Stratigraphie, archéologie
Les 11 m d'épaisseur du remplissage archéologique incluent les cendres et dépôts volcaniques déposés par l'éruption volcanique du Puy de Sancy (~275 000 ans). Ils sont divisés en quatre unités stratigraphiques principales et 12 niveaux sédimentaires : Ia à Ie, IIa et IIb, IIIa à IIIc, IVa et IVb. Ces niveaux incluent 10 niveaux archéologiques (1, 2, 3, 4a, 4b, 5a, 5b, 6, 7 et 8) et 3 de ces niveaux (6, 5b et 5a) contiennent des fossiles d'hominidés.

### Ensemble stratigraphique I
La première et plus ancienne unité stratigraphique (I) comprend cinq niveaux, « I.a » à « I.e ». Elle est faite de lits de sable et argile avec des graviers anguleux. Elle contient principalement des vestiges de renne et de carnivores, dont petit Canis lupus, hyène des cavernes, ours à collier, renard roux, lion des cavernes, ours de Deninger, ours brun ; le tout semble avoir été déposé lors d'un climat généralement froid.

### Ensemble stratigraphique II
La deuxième unité stratigraphique (II) comprend trois niveaux, 6, 5b et 5a (du plus ancien au plus récent). Elle est composée de dépôts de limon enrobant des graviers érodés, de grands blocs et des spéléothèmes. Elle contient des  fossiles de cerf élaphe, daim de Clacton, Capreolus sussenbornensis et sanglier. Le tout correspond à un climat humide et tempéré.

### Ensemble stratigraphique III
La troisième unité stratigraphique (III) comprend trois niveaux, IIIa à IIIc, et trois horizons archéologiques : 4b, 4a et 3. Elle est faite de sable argileux avec des graviers anguleux et des blocs. Elle contient de nombreux fossiles de bovidés et correspond à un climat humide et frais. Elle contient aussi les premiers témoins d'industrie Levallois.

### Ensemble stratigraphique IV
La quatrième et plus récente unité stratigraphique (IV) comprend deux niveaux, 2 et 1. Elle est faite de dépôts argileux et graviers. C'est la dernière occupation humaine du site. Elle contient principalement des vestiges d'Equus steinheimensis et correspond à un climat frais et des paysages ouverts. Moncel et al. (2020) donnent une datation par minéralogie volcanique du début du MIS 8 (~300 000 ans).

### Industrie lithique
Elle est présente dans les quatre ensembles stratigraphiques, et les outils présentent peu de retouches (bifaces et industrie lithique de mode 1). Les couches 7 à 5a contiennent des séries de débitage faites principalement de nucléus centripètes. Les premiers outils Levallois apparaissent dans les couches 4b et 4a. Dans les niveaux 3 à 1 (les plus récents), les nucléus sur éclats sont dominants.
Les niveaux 8 à 3 contiennent une plus grande diversité d'éclats, tandis que les niveaux 2 et 1 sont riches en racloirs à retouches plus minces et contiennent peu de bifaces (moins de 1 %), ces derniers comportant généralement peu de retouches.
L'industrie lithique dans la succession des couches montre une évolution graduelle en lien avec les techniques utilisées et les stratégies de subsistance, vers un comportement typique du Paléolithique moyen.
Le silex est largement exploité pour tous les niveaux. Il compose 90 % de l'industrie des plus anciens niveaux et près de 99 % pour les niveaux les plus récents. Il provient de sites à courtes distances : 2 à 5 km, des formations de l'Oligocène au sud du site. Les silex en galets provenant de la vallée du Rhône (une quinzaine de km à l'est) sont plus nombreux dans les couches anciennes : leur nombre décroît dans les couches 1 et 2. Les silex Levallois sont sélectionnés avec un soin croissant.
Quelques autres roches sont présentes : quartz, quartzite, calcaire, granite, basalte et autres roches volcaniques, schiste et grès (galets ou grands éclats). Ces pierres ont été ramassées à 15 km ou moins : au sud dans la Cèze, au nord dans la rivière Ardèche ou à l'est dans le Rhône. Elles sont généralement utilisées pour fabriquer des outils sur galet, par percussion ; et occasionnellement pour fabriquer des bifaces.

#### Cendres volcaniques
Vers 1985 Debard et Pastre décrivent et analysent les cendres de retombée volcanique dans le niveau 2, fait de sable limoneux brun clair. Les cendres volcaniques y forment des inclusions jaunâtres de plusieurs dizaines de cm, contenant des pyroxènes verts anguleux bien préservés typiques d'une des dernières éruptions du Puy de Sancy, qui se trouve à 180 km au nord-ouest d'Orgnac ; Debard et Pastre proposent un âge d'environ 300 000 ans pour le niveau 2. 

Analysant par les traces de fission 22 zircons provenant de la même couche, Khatib (1994) obtient un âge de 298 000 ± 55 ans.
Roger et al. (1999) donnent pour l'éruption un âge de 275 000 ans ± 5 000 ans (d'après la datation de sanidines des lacs de Praclaux et du Bouchet).

## Protection
En 2006 le périmètre de classement de l'aven d'Orgnac est agrandi pour inclure Orgnac III et une plus grande surface de l'environnement paysager de l'aven.